# Dome, slatki dome
"Dome slatki dome" je hrvatska humoristična serija koja je s emitiranjem krenula 18. ožujka 2010. godine na HTV 1.

## Glumačka postava

### Glavna glumačka postava
| Glumac/glumica     | Lik                                  | Sezona u seriji |
| ------------------ | ------------------------------------ | --------------- |
| Ljubica Jović      | Adela "Ada" Fabrizi (djev. Bosančić) | 1               |
| Inge Appelt        | Marta Kralj                          | 1               |
| Špiro Guberina     | Vinko Majstorović                    | 1               |
| Ivica Vidović      | Šime Svrtila                         | 1               |
| Boris Miholjević   | Dragoljub Šalata                     | 1               |
| Branka Cvitković   | Rahela Wiesenthaller                 | 1               |
| Božidar Smiljanić  | Arčibald Marinković                  | 1               |
| Vlatko Dulić       | Bruno Oblak                          | 1               |
| Duško Modrinić     | dr. Šalić                            | 1               |
| Nebojša Borojević  | Silvio Žalec                         | 1               |
| Katarina Perica    | sestra Jadranka                      | 1               |
| Luka Juričić       | Srećko                               | 1               |
| Jelena Hadži-Manev | Ela                                  | 1               |